# Gauchin-Légal
Gauchin-Légal is een gemeente in het Franse departement Pas-de-Calais (regio Hauts-de-France) en telt 358 inwoners (2005). De plaats maakt deel uit van het arrondissement Béthune.

## Geografie
De oppervlakte van Gauchin-Légal bedraagt 6,0 km², de bevolkingsdichtheid is 59,7 inwoners per km².
De onderstaande kaart toont de ligging van Gauchin-Légal met de belangrijkste infrastructuur en aangrenzende gemeenten.

## Demografie
Onderstaande figuur toont het verloop van het inwonertal (bron: INSEE-tellingen).